# Heinrich Graefe
Gotthilf Adam Heinrich Graefe, Schreibweise auch Gräfe, (* 3. März 1802 in Buttstädt; † 21. Juli 1868 in Bremen) war ein deutscher Pädagoge, der unter anderem auf dem Gebiet der Allgemeinen Pädagogik tätig war.

## Biografie
Graefe war der Sohn eines Handwerkers. Er besuchte das Gymnasium in Weimar und studierte in Jena Mathematik und dann Theologie. Während seines Studiums wurde er 1820  Mitglied der Jenaischen Burschenschaft. Er war in Weimar als geistlicher Lehrer am Wilhelm-Ernst-Gymnasium und wurde 1825 Rektor der Stadtschule in Jena.
Bekannt wurde er durch mehrere Schriften u. a. Die Allgemeine Pädagogik, Das Schulrecht, Die Schulreform mit besonderer Beziehung auf das Königreich Sachsen (Leipzig 1834) sowie durch die Zeitschrift Die Deutsche Volksschule, die in Österreich und Preußen verboten wurden. 1840 wurde er a.o. Professor der Pädagogik an der Universität Jena. 1842 wurde er als Rektor der Bürgerschule nach Kassel berufen, wo er später als Direktor die von ihm eingerichtete Realschule leitete.
1848 und in den folgenden Jahren entfaltete Graefe eine Rege Tätigkeit im öffentlichen Leben u. a. als Vertrauensmann der kurhessischen Volksschullehrer, als liberaler Abgeordneter der Linken in der Kurhessischen Ständeversammlung (1849) und als Mitglied der Oberschulkommission. Er wurde aber unter dem bestgehassten Mann Kurhessens Minister Ludwig Hassenpflug wegen seiner Schrift Der Verfassungskampf in Kurhessen (Leipzig 1851) nach langer Untersuchung am 19. Februar 1852 kriegsgerichtlich wegen Majestätsbeleidigung zu einer dreijährigen Festungsstrafe verurteilt. Diese Strafe wurde später auf ein Jahr heruntergesetzt.
Darauf begab Graefe sich 1853 in die Schweiz und wurde Lehrer an der Lehr- und Erziehungsanstalt von Achilles Roediger. 1855 wurde er von Bremen aufgefordert eine höhere Bürgerschule einzurichten. Er wurde zum Direktor dieser Schule (ab 1868 Realschule in der Altstadt) berufen. Er leitete die angesehene Schule bis zu seinem Tod. Als Direktor folgte ihm 1868 Franz Buchenau.
Graefe gründete auch 1858 eine Vorbereitungsschule und eine Höhere Töchterschule, die sein Kasseler Freund Janson dann leitete.

## Schriften (Auswahl)
- Das Rechtsverhältnis der Volksschule von innen und außen (Quedlinburg 1829)
- Allgemeine Pädagogik (Leipzig 1845, 2 Bde.)
- Die deutsche Volksschule nach der Gesamtheit ihrer Verhältnisse (Leipzig 1847, 2 Bde.; 3. Aufl. von Schumann, Jena 1877–1879, 3 Bde.)
- Handbuch der Naturgeschichte der drei Reiche (mit Johann Friedrich Naumann, Eisleben und Leipzig Georg Reichardt 1836)
- Archiv für das praktische Volksschulwesen (Jena u. Eisleben 1828–1835, 8 Bde.)